# Lac Pullinque
Le Lac Pullinque est un lac chilien situé dans le sud du pays dans la région des fleuves et la province de Valdivia. Il est un lac de l'ensemble des siete lagos.

## Source
- (es) Cet article est partiellement ou en totalité issu de l’article de Wikipédia en espagnol intitulé « Lago Pullinque » (voir la liste des auteurs).